# Mallodrya subaenea
Mallodrya subaenea är en skalbaggsart som beskrevs av Horn 1888. Mallodrya subaenea ingår i släktet Mallodrya och familjen Synchroidae. Inga underarter finns listade i Catalogue of Life.